# 亞當斯鎮區 (印地安納州漢密爾頓縣)
亞當斯鎮區（英語：Adams Township）是位於美國印地安納州漢密爾頓縣的一個行政鎮區。

## 地方資料
根據2010年美國人口普查的數據，亞當斯鎮區的面積為125.30平方千米，當中陸地面積為125.00平方千米，而水域面積為0.30平方千米。當地共有人口4858人，而人口密度為每平方千米38.77人。